# Sobral de Monte Agraço
Sobral de Monte Agraço es una villa portuguesa en el distrito de Lisboa, región Centro y comunidad intermunicipal de Oeste, con cerca de 6400 habitantes.

## Geografía
Es la sede de un pequeño municipio con 51,95 km² de área y 10 541 habitantes (2021), subdividido en 3 freguesias. El municipio está limitado al norte por los municipios de Torres Vedras y Alenquer, al sureste por la Arruda dos Vinhos y al sur y al oeste por Mafra.

## Historia
Durante la guerra Peninsular (o guerra de la Independencia), Sobral estaba situado en la primera de las líneas de Torres Vedras, una serie de fortificaciones erigidas por el duque de Wellington para proteger Lisboa. En octubre de 1810, un ejército francés alcanzó esas líneas, sufriendo en su avance y en su estancia la estrategia de tierra quemada estalecida por el gobierno portugués a iniciativa del duque. Después de una intensa escaramuza en Sobral, que llegaron a tomar durante unas horas, vieron que no podían avanzar por la imponente presencia del llamado Fuerte grande de Monte Agraço o de Alqueidão, situado unos dos kilómetros al sur. El historiador militar inglés Charles Oman escribe: «El punto culminante de la conquista francesa de Europa fue alcanzado en la mañana de ese lluvioso 14 de octubre, en la loma de Sobral».

## Demografía
| Gráfica de evolución demográfica de Sobral de Monte Agraço entre 1864 y 2021 |
|                                                                              |
| Datos según el nomenclátor publicado por el INE portugués.                   |

## Freguesias
Las freguesias do Sobral de Monte Agraço son las siguientes:
- Santo Quintino (Sobral de Monte Agraço)
- Sapataria
- Sobral de Monte Agraço